# 八代市立泉第一小学校

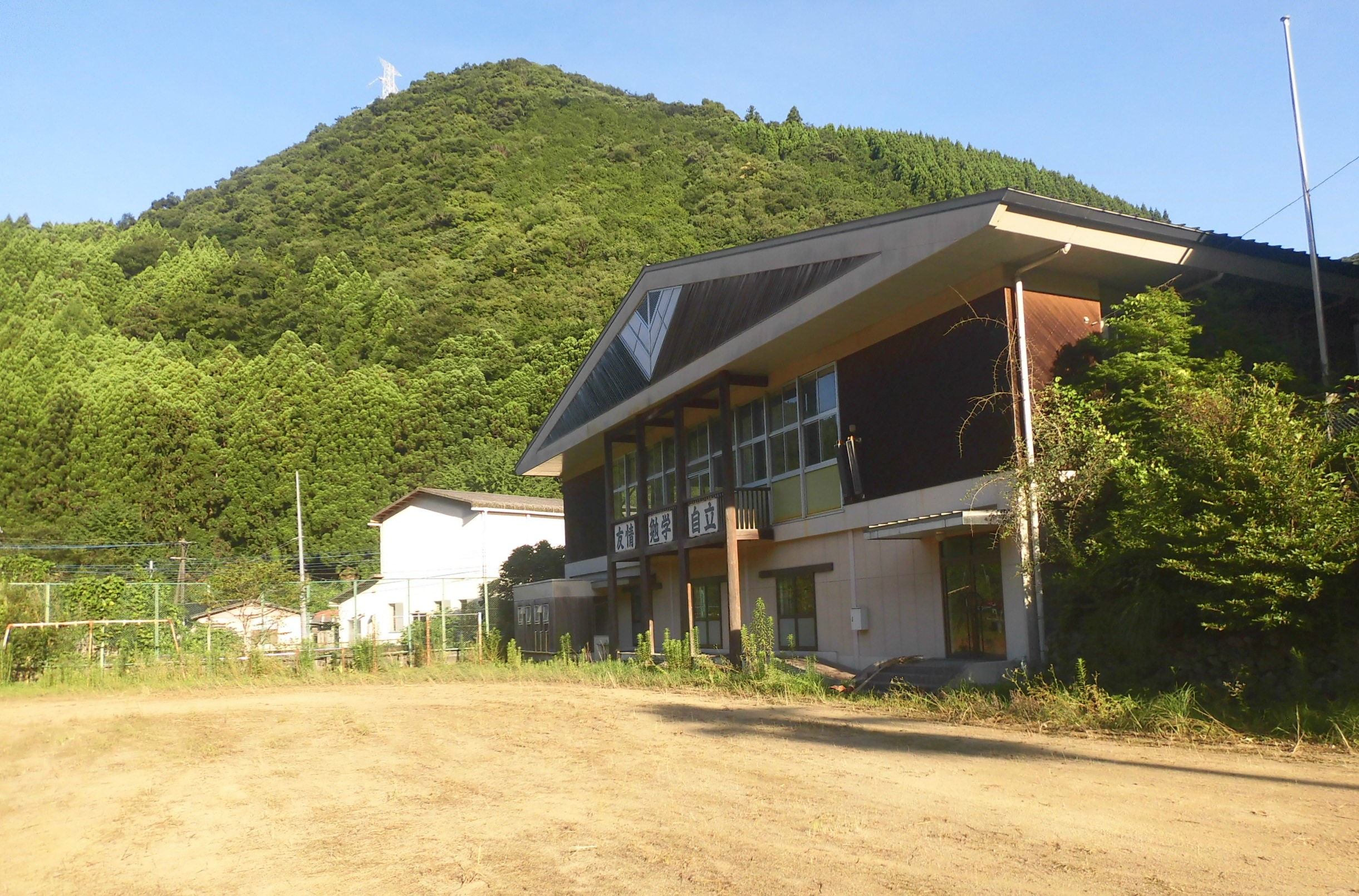
体育館

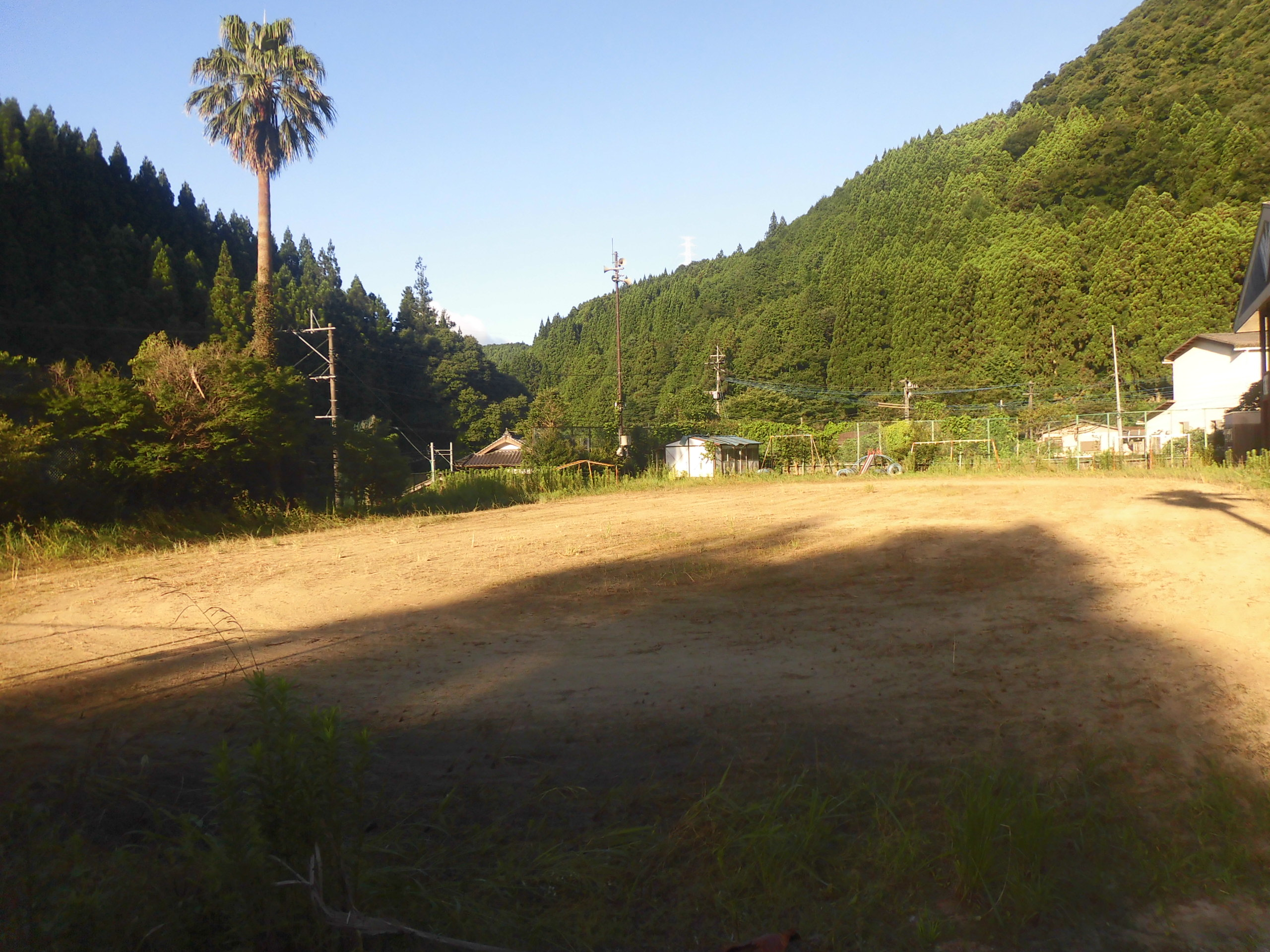
運動場

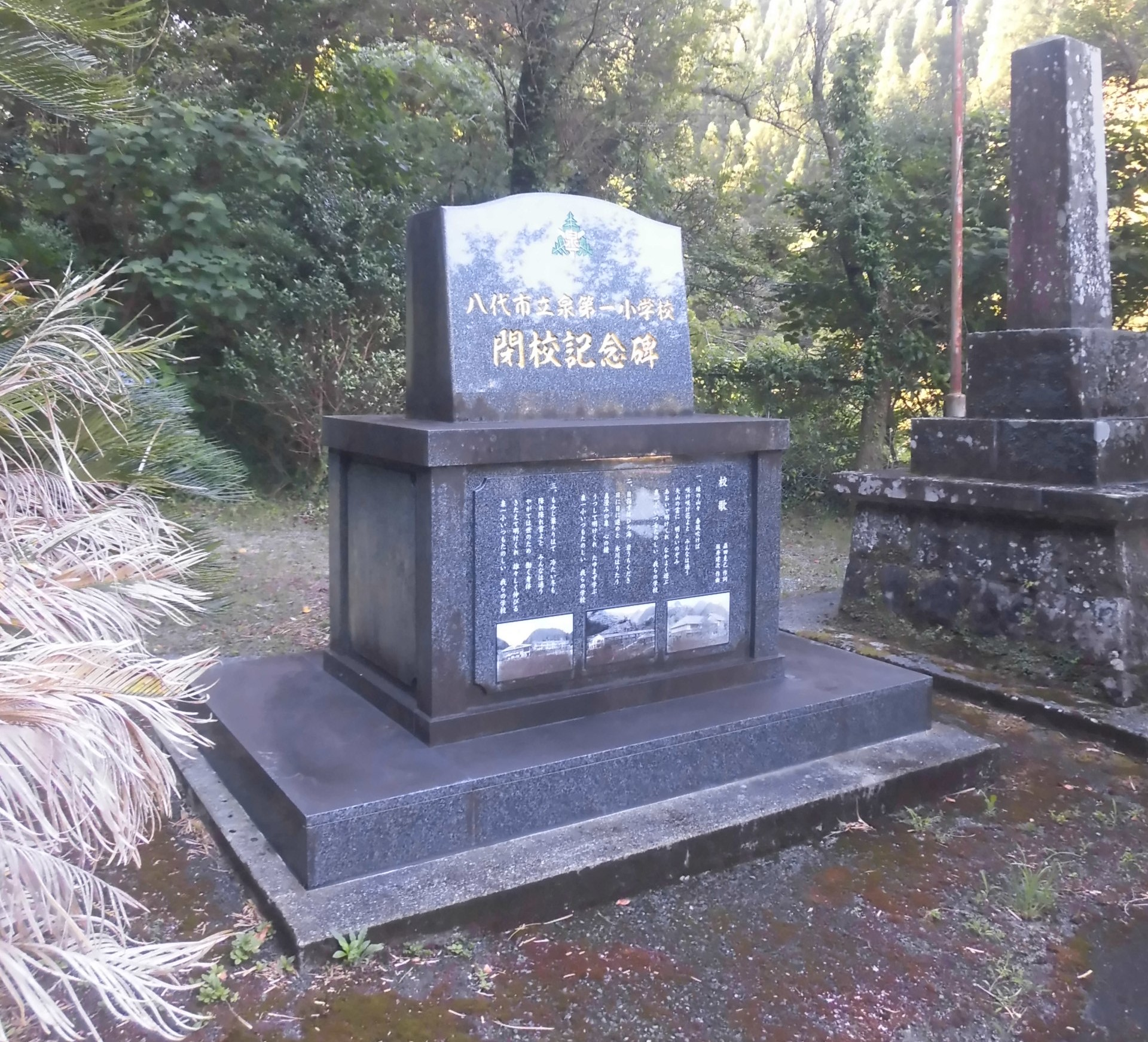
閉校記念碑

八代市立泉第一小学校（やつしろしりつ いずみだいいちしょうがっこう）は、かつて熊本県八代市泉町下岳にあった小学校。
2014年（平成26年）3月末をもって閉校し、八代市立泉小中学校（小中一貫校）に統合された。

## 概要
歴史
1873年（明治6年）創立。2014年（平成26年）3月末をもって閉校し、141年の歴史に幕を下ろした。
校訓
「友情・勉学・自立」
校章
中央に校名の「泉一」の文字（縦書き）を配している。
校歌
1957年（昭和32年）制定。作詞は森田克己、作曲は坂井建次による。歌詞は3番まであり、各番の歌詞中に校名の「泉一小」が登場する。
通学区域
八代市のうち「下岳地区（平、氷川台、和小路、中尾、定野、矢山、尾園、土生、宮の崎、井櫃、古屋敷、沢無田、広平、犬山、松の原、白木平、本屋敷）」。中学校区は八代市立泉中学校であった。

## 沿革
- 1873年（明治6年）8月 - 村役宅を校舎として代用、「公立下岳小学校」と称する。
- 1879年（明治12年）5月 - 「下岳小学校」（単級編制）となる。
- 1886年（明治19年）- 小学校令施行により、簡易科（3年制）を設置の上、「簡易下岳小学校」に改称。
- 1889年（明治22年）4月1日 - 町村制施行により、八代郡「下岳村」が発足。
- 1890年（明治23年）- 尋常科（4年制）を設置の上、「尋常下岳小学校」に改称。
- 1892年（明治25年）- 「下岳尋常小学校」に改称。
- 1900年（明治33年）5月 - 木造新校舎が完成。
- 1908年（明治41年）4月 - 改正小学校令により、尋常科（義務教育年限）が4年制から6年制に改められる。尋常科5年を新設。
- 1909年（明治42年）4月 - 尋常科6年を新設。
- 1911年（明治44年）8月 - 義務教育年限の延長により、収容児童数が増加したため、校舎を増築。
- 1922年（大正11年）4月 - 高等科（2年制）を併置の上、「下岳尋常高等小学校」に改称。
- 1926年（大正15年）6月 - 農業補習学校を併設。
- 1926年（大正15年）7月 - 青年訓練所を併設。
- 1935年（昭和10年）- 青年学校令の施行により、農業補習学校と青年訓練所が統合の上、「下岳青年学校」となる。
- 1941年（昭和16年）4月1日 - 国民学校令施行により、「下岳村下岳国民学校」と改称。尋常科を初等科に改める。
- 1947年（昭和22年） - 学制改革が行われる（六・三制の実施）。
  - 4月1日 - 国民学校初等科は、新制小学校「下岳村立下岳小学校」に改組・改称。
  - 5月8日 - 国民学校高等科は、青年学校普通科とともに、新制中学校「下岳村立下岳中学校」に改組・改称。
- 1949年（昭和24年）4月	- 木造2階建て新校舎（14教室）が完成。
- 1954年（昭和29年）
  - 5月 - 特別教室（4教室）が完成。
  - 10月1日 - 8村（下岳・柿迫・栗木・久連子・椎原・仁田尾・葉木・樅木）合併により、「泉村立泉第一小学校」と改称。同時に下岳中学校も「泉村立泉第一中学校」に改称。
- 1957年（昭和32年）3月 - 校歌を制定。
- 1962年（昭和37年）9月 - 体育館が完成。
- 1966年（昭和41年）4月	- 中学校の統合により、泉村立泉中学校が開校。これにより、小学校単独となる。
- 1971年（昭和46年）
  - 7月21日 - 集中豪雨により、校舎東側の石垣が決壊、西側川端の校地は河原となる。
  - 12月 - 氷川ダム工事補償によるプールが完成。
- 1972年（昭和47年）
  - 3月 - 水害復旧工事が完了。
  - 5月 - へき地1級に指定される。
- 1973年（昭和48年）8月 - 氷川ダムが完成。
- 1974年（昭和49年）
  - 3月 - 創立100周年記念式典を挙行。
  - 4月 - 給食センタ－配送による学校給食が開始。
- 1975年（昭和50年）3月 - 鉄筋コンクリート造2階建ての新校舎が完成。
- 1978年（昭和53年）7月 - 運動場ナイタ－施設工事に着手。
- 1982年（昭和57年）10月 - 同年7月に発生した大水害による、東側川沿いの石垣工事が完了。
- 1988年（昭和63年）
  - 1月 - パソコン室を設置。
  - 4月 - へき地指定から除外され、特別地域に指定される。
- 1990年（平成2年）1月 - 準へき地に指定される。
- 1994年（平成6年）2月 - 新体育館が完成。
- 1998年（平成10年）8月	- 運動場ナイター照明を撤去。
- 1999年（平成11年）
  - 4月 - 2・3年が複式学級となる。
  - 12月 - 熊本県立八代農業高等学校泉分校から、校名看板が贈呈される。
- 2001年（平成13年）10月 - 校舎の大規模改修を実施。
- 2005年（平成17年）8月1日 - 八代市との合併により、「八代市立泉第一小学校」（最終名）に改称。
- 2006年（平成18年）1月 - 下岳・子どもの安全を守る会が発足。
- 2014年（平成26年）
  - 3月23日 - 閉校記念式典を挙行。
  - 3月31日 - 八代市立泉小中学校（小中一貫校）への統合により、閉校。
    - この時、小学校3校（泉第一・泉第二・泉第三）および中学校1校（泉）が統合された。

## 交通アクセス
最寄りの鉄道駅
- JR九州 鹿児島本線 「有佐駅」

最寄りのバス停留所
- 九州産交バス 「宮の崎」停留所

最寄りの幹線道路
- 国道443号
- 熊本県道52号小川泉線

## 周辺
- 八代市立下岳保育園
- 下岳郵便局
- 氷川
- 氷川ダム